# Suore della Presentazione della Beata Vergine Maria (Clayfield)
Le Suore della Presentazione della Beata Vergine Maria (in inglese Sisters of the Presentation of Our Blessed Virgin Mary; sigla P.B.V.M.) sono un istituto religioso femminile di diritto pontificio.

## Storia
Le origini della congregazione si ricollegano a quelle delle suore della Presentazione fondate nel 1775 in Irlanda da Nano Nagle.
Nel 1900 una comunità di suore della Presentazione proveniente dal convento di Wagga Wagga si stabilì a Longreach, nel Queensland, dove era stata invitata da Joseph Higgins, vescovo di Rockhampton. Dal convento di Longreach ebbe inizio una congregazione centralizzata la cui casa generalizia, nel 1961, fu fissta a Clayfield, presso Brisbane.
La congregazione di Hobart adottò, nel 1947, le costituzioni approvate dalla Santa Sede per le Suore della Presentazione presenti in Australia e nel 1958 aderì alla Federazione australiana delle suore della Presentazione.

## Attività e diffusione
Le suore si dedicano all'educazione della gioventù e alle opere di carità.
La sede generalizia è a Clayfield, nel Queensland.
Alla fine del 2015 l'istituto contava 63 religiose e 28 case.